# Brabandbrücke
Die Brabandbrücke ist eine Straßenbrücke im Hamburger Stadtteil Alsterdorf. Mit ihr überquert die gleichnamige Straße den Brabandkanal nördlich der Alster.

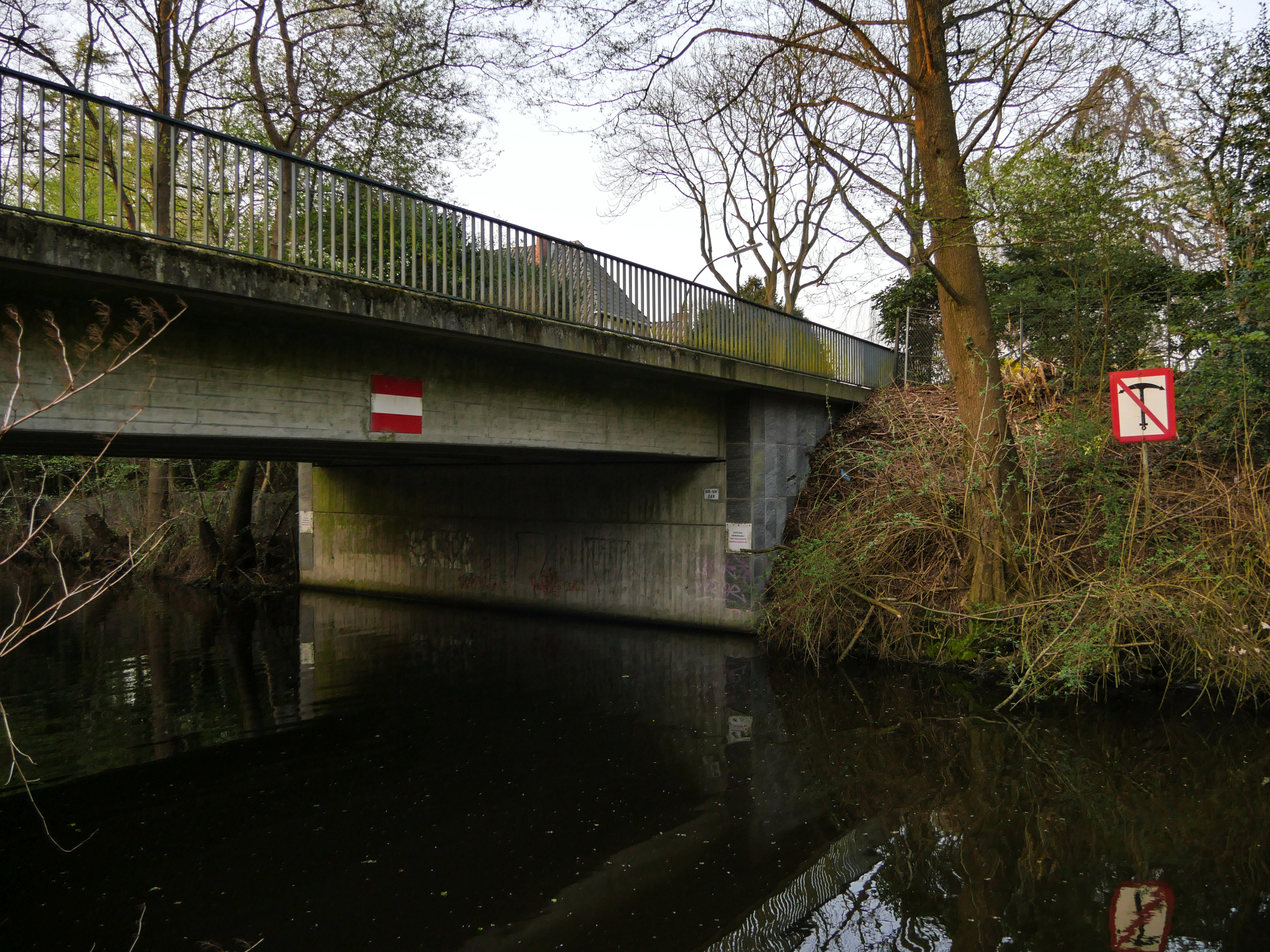
Brabandbrücke

Die Brabandbrücke wurde im Jahr 1965 als Plattenbalkenbrücke errichtet. Die Bauwerksnummer lautet 2326080. Die Brücke ist nach dem Rechtsanwalt Carl Braband benannt, der ab 1904 Mitglied der Hamburger Bürgerschaft und Reichstagsabgeordneter war.